# 莫斯科 (馬里蘭州)
莫斯科（英語：Moscow）是位於美國馬里蘭州亞利加尼縣的一個普查規定居民點。

## 人口
根據2020年美國人口普查的數據，莫斯科的面積為0.65平方千米，當中陸地面積為0.63平方千米，而水域面積為0.02平方千米。當地共有人口219人，而人口密度為每平方千米336.92人。